# 大奧特維國家公園
大奥特威国家公园（Great Otway National Park）是位于澳大利亚維多利亞州的巴原西南地区的一个国家公园。该国家公园占地面積103,185公顷，位于墨尔本西南约162公里的奥特威山脉，它是一座低矮的沿海山脉。